# Mount Touring Club
Mount Touring Club är ett berg i Antarktis. Det ligger i Västantarktis. Argentina, Chile och Storbritannien gör anspråk på området. Toppen på Mount Touring Club är 522 meter över havet.
Terrängen runt Mount Touring Club är huvudsakligen kuperad, men den allra närmaste omgivningen är platt. Trakten är glest befolkad. Närmaste befolkade plats är Vernadsky Station, 16,1 kilometer väster om Mount Touring Club. 